# Romero de Torres (Michoacán)
Romero de Torres es una localidad del estado mexicano de Michoacán. Es parte del municipio de Zamora.

## Demografía
| Gráfica de evolución demográfica |
|                                  |

| Censo | Población |
| ----- | --------- |
| 1900  | 117       |
| 1910  | 177       |
| 1921  | 143       |
| 1930  | 180       |
| 1940  | 245       |
| 1950  | 355       |
| 1960  | 645       |
| 1970  | 1093      |
| 1980  | 1275      |
| 1990  | 1429      |
| 2000  | 1237      |
| 2010  | 1179      |
| 2020  | 1243      |